# SKE48 むすびのイチバン!
『SKE48 むすびのイチバン!』（エスケーイーフォーティーエイト むすびのイチバン!）は、2017年4月25日から2019年3月27日まで東海テレビで放送されていた深夜バラエティ番組。放送時間は、毎週火曜 0:30 - 1:00 (JST)だったが、2018年4月4日放送分より毎週水曜 0:25 - 0:55 (JST)へ放送枠が移動された｡

## 概要
SKE48の中京広域圏での、地上波レギュラー冠番組である。
日本人にとっての身近な食べ物「おむすび」を通じ、SKE48のメンバーが東海地方の人々と縁を結び、おむすびのように誰からも愛されるアイドルを目指していく。

## 放送時間
- 火曜 0時30分 - 1時00分（2017年4月25日 - 2018年3月27日）
- 水曜 0時25分 - 0時55分（2018年4月4日 - 2019年3月27日）

## 出演者
- SKE48
- 平成ノブシコブシ（吉村崇、徳井健太）
- ナレーター：藤本晶子（東海テレビアナウンサー）

## 過去に放送されたコーナー
きょうの握り方（2017年4月 - 9月）
さまざまな「握りの達人」から極意を学ぶコーナー
妄想おむすび（2017年10月 - 12月）
東海地方各地の特産物を使いおむすびを握るコーナー。
じゅうじゅうチャレンジ（2018年1月 - 3月）
結成10周年にちなみ、10に関するゲームで十番勝負をするコーナー。敗者には罰ゲームが与えられる。
30秒で決めろ! SKE48アピールタイム
SKE48メンバー（各回1名）が30秒で自己アピールするエンディングコーナー。

## 放送日程

### 2017年4月25日 - 9月26日
| 回 | 放送日         | スタジオ出演者 | ロケ出演者                               | ロケ先                                                                                             | きょうの握り方      | きょうの握り方                                    | アピールタイム | 備考      |
| -- | -------------- | --- | ---------------------------------------- | -------------------------------------------------------------------------------------------------- | ------------------- | ------------------------------------------------- | -------------- | --------- |
| 1  | 2017年 4月25日 | 松井珠理奈、古畑奈和、須田亜香里二村春香、青木詩織、荒井優希、 惣田紗莉渚、高木由麻奈、日高優月、 松村香織、斉藤真木子、髙畑結希 | 山内鈴蘭、谷真理佳                       | 名古屋市中区 わ家 住吉店                                                                           | 古畑奈和 須田亜香里 | 山本昌 「クワガタ」                               | 松井珠理奈     | 生放送    |
| 2  | 5月2日         | 北野瑠華、鎌田菜月、 谷真理佳、福士奈央                                                                                          | 松井珠理奈、山田樹奈、北野瑠華、鎌田菜月 | 名古屋市東区 徳川公設市場                                                                          | 古畑奈和 須田亜香里 | 山本昌 「直球」                                   | 高柳明音       |           |
| 3  | 5月9日         | 北野瑠華、鎌田菜月、 谷真理佳、福士奈央                                                                                          | 熊崎晴香、谷真理佳、福士奈央             | 日進市 愛知学院大学日進キャンパス・馬術部                                                          | 古畑奈和 須田亜香里 | 山本昌 「スクリューボール」                       | 江籠裕奈       | [ 注 1 ]  |
| 4  | 5月16日        | 木本花音、熊崎晴香、 斉藤真木子、谷真理佳                                                                                        | 熊崎晴香、谷真理佳、福士奈央             | 日進市 愛知学院大学日進キャンパス・ウエートリフティング部 競技ダンス部                             | 古畑奈和 須田亜香里 | 山本昌 「ラジコン・コントローラ」                 | 大場美奈       |           |
| 5  | 5月23日        | 木本花音、熊崎晴香、 斉藤真木子、谷真理佳                                                                                        | 木本花音、熊崎晴香、斉藤真木子           | 名古屋市西区 円頓寺商店街                                                                          | 古畑奈和 須田亜香里 | 山崎武司 「バット」                               | 鎌田菜月       |           |
| 6  | 5月30日        | 北川綾巴、荒井優希、 内山命、江籠裕奈                                                                                            | 青木詩織、内山命、江籠裕奈               | 名古屋市北区 真心（まぐくる）                                                                      | 古畑奈和 須田亜香里 | 山崎武司 「ハンドル」                             | 惣田紗莉渚     |           |
| 7  | 6月6日         | 北川綾巴、荒井優希、 内山命、江籠裕奈                                                                                            | 北川綾巴、松本慈子、荒井優希             | 名古屋市中村区 中村保育園                                                                          | 古畑奈和 須田亜香里 | 山崎武司 「シフトレバー」                         | 谷真理佳       |           |
| 8  | 6月13日        | 青木詩織、大場美奈、小畑優奈、 惣田紗莉渚、菅原茉椰                                                                              | 大場美奈、小畑優奈、菅原茉椰             | 名古屋市北区 中京スポーツ （東京スポーツ新聞社編集局名古屋分室） 名古屋市東区 ジャングル・ジャンプ | 古畑奈和 須田亜香里 | 山崎武司 「怒りの拳」                             | 荒井優希       |           |
| 9  | 6月20日        | 青木詩織、大場美奈、小畑優奈、 惣田紗莉渚、菅原茉椰                                                                              | 野島樺乃、青木詩織、惣田紗莉渚           | 名古屋市中村区 柳橋中央市場 名古屋市中区 Fisherman's Bistro GEIRIKI                                | 古畑奈和 須田亜香里 | 高須幹弥 「シリコン」                             | 大矢真那       |           |
| 10 | 6月27日        | 竹内彩姫、古畑奈和、 松村香織、市野成美                                                                                          | 竹内彩姫、松村香織、井田玲音名           | 名古屋市中村区 GAKU PLUS エスカ地下街                                                              | 古畑奈和 須田亜香里 | 高須幹弥 「レーザー」                             | 二村春香       | [ 注 1 ]  |
| 11 | 7月4日         | 竹内彩姫、古畑奈和、 松村香織、市野成美                                                                                          | 太田彩夏、古畑奈和、市野成美             | 名古屋市西区 歌舞伎飴本舗                                                                          | 須田亜香里 高柳明音 | ドアラ 「スケッチブック」                         | 熊崎晴香       | [ 注 2 ]  |
| 12 | 7月11日        | 水野愛理、佐藤すみれ 髙寺沙菜、福士奈央                                                                                          | 水野愛理、佐藤すみれ、末永桜花           | 各務原市 各務原市消防本部                                                                          | 須田亜香里 高柳明音 | ドアラ 「ポンポン」                               | 竹内彩姫       |           |
| 13 | 7月18日        | 水野愛理、佐藤すみれ 髙寺沙菜、福士奈央                                                                                          | 小畑優奈、髙寺沙菜、福士奈央             | 東海市 マンゴー知多農園（株）マンゴー直売所                                                        | 須田亜香里 高柳明音 | マギー審司 「耳（マジック道具）」                 | 白井琴望       | [ 注 3 ]  |
| 14 | 7月25日        | 山田樹奈、白井琴望、 浅井裕華、谷真理佳                                                                                          | 山田樹奈、白井琴望、日高優月             | 名古屋市熱田区 あつた蓬莱軒本店                                                                    | 須田亜香里 高柳明音 | マギー審司 「トランプ」                           | 小畑優奈       | [ 注 4 ]  |
| 15 | 8月1日         | 山田樹奈、白井琴望、 浅井裕華、谷真理佳                                                                                          | 浅井裕華、木本花音、谷真理佳             | 名古屋市中区 Amelie Cafe テレビ塔店 矢場公園 からあげ専門店 まる芳                                 | 須田亜香里 高柳明音 | マギー審司 「ラッキー君（ぬいぐるみ）」           | 市野成美       |           |
| 16 | 8月8日         | 犬塚あさな、大矢真那、 熊崎晴香、髙畑結希                                                                                        | 荒井優希、熊崎晴香、髙畑結希             | 名古屋市中区 アスナル金山                                                                          | 須田亜香里 高柳明音 | マギー審司 「ボウリングのボール」                 | 髙寺沙菜       |           |
| 17 | 8月15日        | 犬塚あさな、大矢真那、 熊崎晴香、髙畑結希                                                                                        | 犬塚あさな、大矢真那、後藤理沙子         | 半田市 黒牛の里                                                                                    | 須田亜香里 高柳明音 | 名古屋おもてなし武将隊・徳川家康 「刀」           | 後藤理沙子     | [ 注 4 ]  |
| 18 | 8月22日        | 北野瑠華、高木由麻奈、 後藤楽々、矢作有紀奈                                                                                      | 高木由麻奈、後藤楽々、斉藤真木子         | 岐阜市 アイランドゴルフパーク岐阜中央                                                              | 須田亜香里 高柳明音 | 名古屋おもてなし武将隊・徳川家康 「扇子」         | 木本花音       |           |
| 19 | 8月29日        | 北野瑠華、高木由麻奈、 後藤楽々、矢作有紀奈                                                                                      | 北野瑠華、高柳明音、矢作有紀奈           | 名古屋市中区 久屋大通公園                                                                          | 須田亜香里 高柳明音 | 名古屋おもてなし武将隊・徳川家康 「真剣白刃取り」 | 北川綾巴       | [ 注 5 ]  |
| 20 | 9月5日         | 上村亜柚香、杉山愛佳、荒井優希、 江籠裕奈、大場美奈、髙塚夏生                                                                    | 杉山愛佳、大場美奈、竹内彩姫             | 常滑市 だんご茶屋 土管坂休憩所                                                                     | 須田亜香里 高柳明音 | 三輪美津男 「中華鍋」                             | 高木由麻奈     | [ 注 7 ]  |
| 21 | 9月12日        | 上村亜柚香、杉山愛佳、荒井優希、 江籠裕奈、大場美奈、髙塚夏生                                                                    | 江籠裕奈、髙塚夏生、松村香織             | 桑名市 小杉食品                                                                                    | 須田亜香里 高柳明音 | 三輪美津男 「お玉」                               | 菅原茉椰       | [ 注 8 ]  |
| 22 | 9月19日        | 上村亜柚香、杉山愛佳、荒井優希、 江籠裕奈、大場美奈、髙塚夏生                                                                    | 上村亜柚香、荒井優希、日高優月           | 名古屋市中区 サカエチカ 名古屋市中村区 ストリングスホテル名古屋                                    | 須田亜香里 高柳明音 | リー・シンヨウ 「湯切りザル」                     | 後藤楽々       | [ 注 3 ]  |
| 23 | 9月26日        | 内山命、高柳明音、松村香織 水野愛理、谷真理佳                                                                                    | -                                        | -                                                                                                  | 須田亜香里 高柳明音 | 柏冬威 「注文マイク」                             | 青木詩織       | [ 注 11 ] |

### 2017年10月3日 - 12月26日
| 回 | 放送日   | ロケ出演者                              | ロケ先 | 妄想おむすび                                                                        | 妄想おむすび                                                                        | アピールタイム                                                                      | 備考      |
| -- | -------- | --------------------------------------- | --- | ----------------------------------------------------------------------------------- | ----------------------------------------------------------------------------------- | ----------------------------------------------------------------------------------- | --------- |
| 24 | 10月3日  | 市野成美、鎌田菜月 末永桜花、瀬古遥加   | 桑名市 GONZO PARK                                                                                              | 須田亜香里 江籠裕奈                                                                 | マネージャーと初デート 「日間賀島」の「タコ」                                       | 斉藤真木子                                                                          |           |
| 25 | 10月10日 | 一色嶺奈、内山命 菅原茉椰               | 海津市 千代保稲荷神社                                                                                          | 須田亜香里 江籠裕奈                                                                 | 彼氏とデパートの屋上 「名古屋」の「八丁味噌」                                       | 井田玲音名                                                                          |           |
| 26 | 10月17日 | 太田彩夏、水野愛理 福士奈央、べんてんや | 名古屋市西区 円頓寺商店街                                                                                      | 須田亜香里 江籠裕奈                                                                 | 王様と無人島 「中津川」の「栗」                                                     | 末永桜花                                                                            | [ 注 14 ] |
| 27 | 10月24日 | 浅井裕華、佐藤すみれ 髙畑結希           | 岐阜市 柳ヶ瀬商店街                                                                                            | 須田亜香里 江籠裕奈                                                                 | パパと初めてのお泊り 「名古屋」の「手羽先唐揚げ」                                   | 一色嶺奈                                                                            | [ 注 15 ] |
| 28 | 10月31日 | 町音葉、木本花音 後藤楽々               | 名古屋市中区 西洋剣術キャッスル・ティンタジェル                                                                | 須田亜香里 江籠裕奈                                                                 | ファンの人と釣り堀 「田原市」の「田原ポーク」                                       | 北野瑠華                                                                            | [ 注 16 ] |
| 29 | 11月7日  | 北野瑠華、白井琴望 竹内彩姫             | 岐阜市 Cafe&Wine 池戸、虎屋本店 岐阜駅前、やながせ倉庫                                                         | 須田亜香里 江籠裕奈                                                                 | 近所のコンビニ店員と喧嘩 「西尾市」の「一色うなぎ」                                 | 野島樺乃                                                                            |           |
| 30 | 11月14日 | 相川暖花、須田亜香里 谷真理佳           | 豊橋市 うなぎの丸よ                                                                                            | 須田亜香里 江籠裕奈                                                                 | 双子の弟とトレンド入り 「豊橋市」の「うずらの卵」                                   | 松村香織                                                                            |           |
| 31 | 11月21日 | 片岡成美、高柳明音 古畑奈和             | 豊橋市 株式会社くればぁ                                                                                        | 須田亜香里 江籠裕奈                                                                 | イルカに乗った少年 フォロワー激減 「桑名」の「ハマグリ」                            | 日高優月                                                                            |           |
| 32 | 11月28日 | 大矢真那、内山命 松村香織、斉藤真木子   | - | 須田亜香里 江籠裕奈                                                                 | 神様のいたずら 「奥三河」の「ジビエ」                                               | 水野愛理                                                                            |           |
| 33 | 12月5日  | 北川愛乃、太田彩夏 日高優月             | 養老町 養老町観光協会 養老の滝、養老天命反転地                                                                 | 須田亜香里 江籠裕奈                                                                 | キャリアウーマンが男女入れ替え 「名古屋」の「エビフライ」                           | 松本慈子                                                                            |           |
| 34 | 12月12日 | 野村実代、松本慈子 市野成美             | 一宮市 一宮市役所前、名鉄一宮駅 relaxation beauty アンノン 尾西信用金庫本店営業部 カフェ メールネージュ        | 須田亜香里 江籠裕奈                                                                 | ネット民が逃走中 「名古屋」の「名古屋コーチン」                                     | 矢作有紀奈                                                                          |           |
| SP | 12月16日 | 松井珠理奈、江籠裕奈 古畑奈和           | SKE48 むすびのイチバン!特別編 神秘!感動!エンタメ旅!inアメリカ 〜セドナ&ラスベガス〜                            | SKE48 むすびのイチバン!特別編 神秘!感動!エンタメ旅!inアメリカ 〜セドナ&ラスベガス〜 | SKE48 むすびのイチバン!特別編 神秘!感動!エンタメ旅!inアメリカ 〜セドナ&ラスベガス〜 | SKE48 むすびのイチバン!特別編 神秘!感動!エンタメ旅!inアメリカ 〜セドナ&ラスベガス〜 |           |
| 35 | 12月19日 | 犬塚あさな、青木詩織 荒井優希           | 名古屋市中区 わたど～る シューティング カフェ Guns                                                             | 須田亜香里 江籠裕奈                                                                 | 侵略者が一発ギャグ 「日間賀島」の「フグ」                                           | 山田樹奈                                                                            |           |
| 36 | 12月26日 | 井上瑠夏、北川綾巴 高木由麻奈           | 犬山市 犬山市役所、伊勢屋砂おろし 高田屋製菓 茶処くらや〜蔵家〜、犬山牛太郎 ハイカラ洋食ママン、カフェさくら坂 | 須田亜香里 江籠裕奈                                                                 | 得点王に炎上中 「西尾市」の「抹茶」                                                 | 町音葉                                                                              | [ 注 18 ] |

### 2018年1月9日 - 3月27日
| 回 | 放送日        | ロケ出演者 | ロケ先                                                                  | じゅうじゅうチャレンジ（おしおき）                                                            | アピールタイム | 備考      |
| -- | ------------- | --- | ----------------------------------------------------------------------- | --------------------------------------------------------------------------------------------- | -------------- | --------- |
| 37 | 2018年 1月9日 | 都築里佳、松村香織 水野愛理、熊崎晴香 | 桑名市 鎮国守国神社                                                     | ●須田亜香里×荒井優希○ グルグルバット10回→10m走 （身体にイイ超すっぱい飲み物）                 | 佐藤佳穂       |           |
| 38 | 1月16日       | 江籠裕奈、小畑優奈 北野瑠華、鎌田菜月 熊崎晴香、菅原美郷                                                                                      | -                                                                       | △須田亜香里×荒井優希△ ティッシュ連続10回ふうふう （苦いお茶）                                 | 坂本真凛       | [ 注 19 ] |
| 39 | 1月23日       | 野島樺乃、町音葉 井田玲音名 | 名古屋市中区 若宮フットサルパーク アスナル金山                          | ●須田亜香里×荒井優希○ 知らないおじさんを10個誉める （なし）                                   | 浅井裕華       |           |
| 40 | 1月30日       | 内山命、日高優月 | 名古屋市中村区 サロン・ド・モンシェール 名古屋市中区 マキシフォート栄店 | ○須田亜香里×荒井優希● スリッパ10m飛ばし （刺激的なピリピリ）                                  | 井上瑠夏       |           |
| 41 | 2月6日        | 太田彩夏、矢作有紀奈 福士奈央 | 名古屋市中区 公武堂 中国台湾料理味仙 矢場店                             | ●須田亜香里×荒井優希○ ヘディング玉入れ （異常に甘～いお茶）                                   | 野々垣美希     |           |
| 42 | 2月13日       | 大場美奈、斉藤真木子 末永桜花 | 安城市 北京本店 大岩亭                                                  | ●須田亜香里×荒井優希○ バランスボール10秒キープ （なし）                                       | 杉山愛佳       | [ 注 20 ] |
| 43 | 2月20日       | 野島樺乃、松本慈子 日高優月 | 春日井市 AICHI QUEST                                                    | ○須田亜香里×荒井優希● ローソク消し10本 （レベルアップした身体にイイすっぱい飲み物）           | 都築里佳       | [ 注 22 ] |
| 44 | 2月27日       | 青木詩織、北野瑠華 白井琴望 | -                                                                       | ●須田亜香里×荒井優希○ 100円ライター連続10回着火 （なし）                                      | 野村実代       |           |
| 45 | 3月6日        | 内山命、北野瑠華 市野成美 | 名古屋市東区 ふじ原 名古屋市中区 山本屋本店 栄本町通店                  | ○須田亜香里×荒井優希● 関節ポキポキ10回チャレンジ （刺激的なビリビリ）                         | 岡田美紅       | [ 注 23 ] |
| 46 | 3月13日       | 江籠裕奈、水野愛理 菅原茉椰 | 名古屋市中村区 喫茶ツヅキ 名古屋市中区 洲崎神社                         | ●須田亜香里×荒井優希○ 手を使わずに息のみで10円玉を皿に乗せる! （味はさまざま 身体にイイお茶） | 福士奈央       |           |
| 47 | 3月20日       | 野村実代、須田亜香里 髙畑結希 | 岐阜市 愛知ディオーネ練習グラウンド                                     | ○須田亜香里×荒井優希● 倒立10秒キープ （刺激的なビリビリ2倍）                                  | 内山命         |           |
| 48 | 3月27日       | 一色嶺奈、井上瑠夏 北川綾巴、野島樺乃 町音葉、松本慈子 内山命、惣田紗莉渚 浅井裕華、熊崎晴香 後藤楽々、斉藤真木子 菅原茉椰、谷真理佳 福士奈央 | 東海市 東海市芸術劇場                                                   | ●須田亜香里×荒井優希○ 神経衰弱10ペア先取勝負 （身体にイイすっぱい飲み物）                     | 髙畑結希       |           |

### 2018年4月4日 - 2019年3月27日
| 回 | 放送日        | ロケ出演者 | ロケ先 | 備考      |
| -- | ------------- | --- | --- | --------- |
| 49 | 4月4日        | 大場美奈、小畑優奈 古畑奈和、熊崎晴香 | 名古屋市中村区 フットサルコミュニティ 名古屋店 |           |
| 50 | 4月11日       | 後藤楽々、佐藤佳穂 谷真理佳、福士奈央、城戸慎也 | 岩倉市 五条川の桜並木、ｃａｆｅ くるり 岩倉市史跡公園、居酒屋 魚有てん                                                                                  | [ 注 27 ] |
| 51 | 4月18日       | 北川綾巴、高柳明音 松村香織、水野愛理 | 稲沢市 クライミング&フィットネス ボスケ 名古屋市中区 キング・ムエ 栄ジム                                                                                |           |
| 52 | 4月25日       | 井上瑠夏、北川愛乃 松井珠理奈、惣田紗莉渚 | 岡崎市 IPCわんわん動物園 |           |
| 53 | 5月2日        | 上村亜柚香、山田樹奈 江籠裕奈、谷真理佳 | 名古屋市中区 金シャチ横丁、 cafe diner POP OVER 御園座（御園小町）                                                                                      |           |
| 54 | 5月9日        | 青木詩織、白井琴望 古畑奈和、松村香織 | 名古屋市中村区 ビックカメラ名古屋駅西店 |           |
| 55 | 5月16日       | 太田彩夏、相川暖花 菅原茉椰、谷真理佳、中村公一 | 名古屋市港区 STUDIO CLARTE、ピアゴ ラ フーズコア正保店                                                                                                  |           |
| 56 | 5月23日       | 山内鈴蘭、鎌田菜月 熊崎晴香、福士奈央 | 弥富市 ウッドフレンズ名古屋港ゴルフ倶楽部 |           |
| 57 | 5月30日       | 野村実代、鎌田菜月 熊崎晴香、菅原茉椰 | 名古屋市東区 天ぷら やじま、ヘアーサロン1番 名古屋市千種区 上野天満宮                                                                                   |           |
| 58 | 6月6日        | 小畑優奈、高柳明音、古畑奈和 水野愛理、末永桜花 | - | [ 注 29 ] |
| 59 | 6月13日       | 内山命、小畑優奈、高柳明音 古畑奈和、水野愛理、末永桜花 | - | [ 注 30 ] |
| 60 | 6月20日       | 世界選抜総選挙SP松井珠理奈の裏側密着 | 世界選抜総選挙SP松井珠理奈の裏側密着 | [ 注 31 ] |
| 61 | 6月27日       | 野島樺乃、松本慈子 熊崎晴香、福士奈央、タージン | 名古屋市中区 ボールドーナツパークボートレースアンテナショップ名古屋・大須店 億萬石                                                                      | [ 注 29 ] |
| 62 | 7月4日        | 惣田紗莉渚、高柳明音、熊崎晴香 佐藤佳穂、末永桜花、菅原茉椰 | - | [ 注 29 ] |
| 63 | 7月11日       | 青木詩織、荒井優希 高木由麻奈、末永桜花 | 名古屋市港区 STUDIO CLARTE | [ 注 29 ] |
| 64 | 7月18日       | 北野瑠華、日高優月 松村香織、井田玲音名、稲垣幸菜 | 一宮市 美崎クラブ | [ 注 34 ] |
| 65 | 7月25日       | 井上瑠夏、北川愛乃 北川綾巴、斉藤真木子 | 名古屋市天白区 Studio & Stunt Team B-st |           |
| 66 | 8月1日        | 小畑優奈、日高優月 熊崎晴香、野々垣美希、大槻紋美 | 美浜町 小野浦海水浴場 |           |
| 67 | 8月8日        | 岡田美紅、青木詩織 内山命、江籠裕奈 | 美浜町 東海ビーチアウトドアキャンプ場 森の少年王子 |           |
| 68 | 8月15日       | 杉山愛佳、仲村和泉 野島樺乃、福士奈央 | 美浜町 ジョイフルファーム鵜の池 |           |
| 69 | 8月22日       | 青木詩織、白井琴望 高木由麻奈、水野愛理 | 岡崎市 → おかざきかき氷街道 CAFE KURAGARI、カフェ柚子木、産地問屋宮ザキ園、男川やな                                                                     | [ 注 36 ] |
| 70 | 8月29日       | 上村亜柚香、山内鈴蘭 太田彩夏、髙畑結希 | 名古屋市中区 → 大須商店街 永楽美術、アロマ雑貨＆岩塩 REGENT HOUSE、BAR 2世古 with あんどりゅ。 あんどりゅ。本店、PUKIO Latinoamerica、LOS TACOS、億萬石 |           |
| 71 | 9月5日        | 杉山愛佳、野村実代 北野瑠華、井田玲音名 岡部友、美月 | 名古屋市中区 Spice up Fitness、スポルティーバアリーナ                                                                                                   | [ 注 38 ] |
| 72 | 9月12日       | 井上瑠夏、北川愛乃 斉藤真木子、福士奈央 青山充孝 | 名古屋市中村区 ロイヤルパークスERささしま 名古屋市中区 プリンセス姫ラグジュアリースイート                                                               | [ 注 38 ] |
| 73 | 9月19日       | 緊急放送!SKE48むすびのイチバン!松井珠理奈おかえりSP | 緊急放送!SKE48むすびのイチバン!松井珠理奈おかえりSP | [ 注 40 ] |
| 74 | 9月26日       | 大場美奈、惣田紗莉渚 高柳明音、竹内彩姫 | 豊橋市 丸トポートリー食品㈱ 本社 新城市 丸トポートリー食品㈱新城農場                                                                                    | [ 注 41 ] |
| 75 | 10月3日       | 太田彩夏、大場美奈 熊崎晴香、倉島杏実、久湊菜々 | 大府市 大府市民体育館 |           |
| 76 | 10月10日      | 荒井優希、小畑優奈 古畑奈和、水野愛理 | 名古屋市緑区 Mr.JUMP 大高店 | [ 注 43 ] |
| 77 | 10月17日      | 仲村和泉、野島樺乃 惣田紗莉渚、菅原茉椰 | 津市 旧津市立長野小学校体育館 |           |
| 78 | 10月24日      | 野村実代、山内鈴蘭 内山命、松村香織 | 美浜町 とんかつの喜太条、野間埼灯台 南知多町 南知多ビーチランド                                                                                         |           |
| 79 | 10月31日      | 荒井優希、竹内彩姫 白雪希明、髙畑結希 | 可児市 日本ゲーム博物館 可児倉庫 |           |
| 80 | 11月7日       | 大谷悠妃、坂本真凛 大場美奈、末永桜花、藤野良孝 | 春日井市 aMi体操倶楽部 |           |
| 81 | 11月14日      | 岡田美紅、松村香織 須田亜香里、髙畑結希、青山充孝 | 名古屋市中区 GKレジデンス 名古屋市中川区 神田ヴィレッジ中川                                                                                             |           |
| 82 | 11月21日      | 杉山愛佳、野島樺乃 水野愛理、浅井裕華、ゆいP | 岩倉市 岩倉市総合体育文化センター |           |
| 83 | 11月28日      | 野島樺乃、江籠裕奈 大場美奈、古畑奈和 | 扶桑町 誠信高等学校 |           |
| 84 | 12月5日       | 青木詩織、北野瑠華 松村香織、井田玲音名 | 岡崎市 ウッドデザインパーク |           |
| 85 | 12月12日      | 荒井優希、竹内彩姫、古畑奈和 熊崎晴香、菅原茉椰、須田亜香里 | 名古屋市瑞穂区 中国料理 四川 名古屋市西区 Truth of Beauty Ohana名古屋店 名古屋市中区 久屋大通庭園フラリエ                                               |           |
| 86 | 12月19日      | 北野瑠華、鎌田菜月 斉藤真木子、谷真理佳 仲村和泉、野島樺乃 | - |           |
| 87 | 12月26日      | 野村実代、高柳明音 水野愛理、菅原茉椰 | 名古屋市中川区 らぁ麺紫陽花 名古屋市瑞穂区 愛ごや |           |
| 88 | 2019年 1月9日 | 小畑優奈、古畑奈和 浅井裕華、後藤楽々 | 犬山市 三光稲荷神社、香味茶寮 壽俵屋 犬山井上邸、甘味処 池 茶処 くらや、本町茶寮、犬山ぐーまる                                                          |           |
| 89 | 1月16日       | 北川綾巴、井田玲音名 鎌田菜月、熊崎晴香、おかざきなな | 名古屋市中区 ル・レストラン シンジコガ、スポーツバー バカラ                                                                                             |           |
| 90 | 1月23日       | 内山命、江籠裕奈 中野愛理、後藤楽々 | 名古屋市東区 ミスパリエステティック専門学校 名古屋校 | [ 注 50 ] |
| 91 | 1月30日       | 内山命、江籠裕奈 中野愛理、後藤楽々 | 名古屋市千種区 名古屋外語・ホテル・ブライダル専門学校                                                                                                   |           |
| 92 | 2月6日        | 荒井優希、日高優月 平田詩奈、福士奈央 | 名古屋市千種区 CHICKEN MONSTER 今池店 名古屋市中区 創作名古屋めしまかまか ナゴ丼専門店                                                                  |           |
| 93 | 2月13日       | 野島樺乃、山内鈴蘭 大場美奈、佐藤佳穂 安井友梨 木澤大祐 | 名古屋市港区 Jurassic Academy |           |
| 94 | 2月20日       | 大谷悠妃、太田彩夏 高柳明音、鎌田菜月 | 名古屋市千種区 BISTRO CAFE REMPRIRE、メルクル、炭屋本舗                                                                                                 |           |
| 95 | 2月27日       | 坂本真凛、高柳明音 浅井裕華、髙畑結希 名古屋レディース R.F.C. | 名古屋市中村区 同朋高等学校 |           |
| 96 | 3月6日        | 北川綾巴、青木詩織 松村香織、菅原茉椰 | 名古屋市中村区 ビックカメラ名古屋駅西店 | [ 注 54 ] |
| 97 | 3月13日       | 太田彩夏、北野瑠華 惣田紗莉渚、佐藤佳穂 | 郡上市 カンミナ、紙刃楽、宗祇庵 |           |
| 98 | 3月20日       | 北川綾巴、内山命、江籠裕奈 大場美奈、高柳明音、竹内彩姫 熊崎晴香、斉藤真木子 菅原茉椰、須田亜香里 | 南知多町日間賀島 日間賀島西浜海水浴場サンセットビーチ、乙姫、鈴円本舗 島バル daitome、ハイジのブランコ                                                  |           |
| 99 | 3月27日       | 北川綾巴、杉山愛佳、仲村和泉 野島樺乃、松井珠理奈、内山命 江籠裕奈、大場美奈、小畑優奈 高木由麻奈、高柳明音、竹内彩姫 松村香織、水野愛理、熊崎晴香 斉藤真木子、菅原茉椰、髙畑結希 谷真理佳、福士奈央 | 南知多町日間賀島 やすらぎの宿 民宿きの助 | [ 注 55 ] |

## SKE48の裏むすび!
夏休み限定企画として2017年7月24日より9月11日まで、SHOWROOMから配信されていた企画。SKE48のメンバーが当番組を観ながらトークを繰り広げる。放送日の23:00頃から配信開始。
- 7月24日 - 高柳明音、松村香織、木本花音
- 7月31日 - 青木詩織、大場美奈、松村香織
- 8月7日 - 松村香織、斉藤真木子、須田亜香里
- 8月14日 - 内山命、木本花音、熊崎晴香
- 8月21日 - 大矢真那、松井珠理奈
- 8月28日 - 荒井優希、内山命、斉藤真木子、（青木詩織）
- 9月4日 - 青木詩織、日高優月、熊崎晴香
- 9月11日 - 松村香織、須田亜香里、谷真理佳

## SKE48 金のおむすび
2018年4月3日より、「SKE48 むすびのイチバン!番外編」として、SHOWROOMから配信されているの企画。SKE48のメンバーが「おむすびと言えばSKE」と言われるくらいのおむすびキャラをめざし、とことんおむすびにこだわる。放送日の19：30 - 21:00（予定）に配信。太文字はMCメンバー。